# 원곡초등학교
원곡초등학교는 대한민국 경기도 안성시 원곡면 내가천리에 있는 공립 초등학교이다.

## 학교 연혁
- 1933년 9월 16일 원곡공립보통학교 개교(설립인가 7월 6일, 4년제 복식 2학급)
- 1937년 5월 17일 성은간이학교 개교
- 1938년 4월 1일 원곡공립심상소학교로 개칭
- 1941년 4월 1일 원곡공립국민학교로 개칭
- 1981년 3월 9일 병설유치원 개원
- 1982년 3월 1일 성은분교장 본교 편입
- 1996년 3월 1일 원곡초등학교로 개칭
- 2015년 9월 1일 제22대 신순하 교장 부임
- 2016년 2월 13일 제80회 졸업(16명, 누계 4,715명)
- 2016년 3월 2일 본교 6(특수 1), 분교 2학급 편성
- 2018년 2월 28일 원곡초등학교 성은분교장 폐교

## 참고 자료
- 원곡초등학교 - 한국교육학술정보원 학교알리미